# Saboeiro
Saboeiro es un municipio brasileño del estado del Ceará, se localiza en la microrregión del Sertón de Inhamuns, mesorregión de los Sectores Cearenses. Según el censo del IBGE del año 2010, la población era de 15754 habitantes.